# Igor Pavlov
Igor Vladimirovitj Pavlov (ryska: Игорь Владимирович Павлов), född den 18 juli 1979, är en rysk friidrottare som tävlar i stavhopp.
Pavlovs genombrott kom när han 2003 blev silvermedaljör vid universiaden med ett hopp på 5,65. Vid inomhus-VM 2004 blev han guldmedaljör då han noterade det nya personliga rekordet 5,80. Han deltog även vid Olympiska sommarspelen 2004 där han slutade fyra med ett hopp på 5,80.
Under 2005 blev han europamästare inomhus då han hoppade 5,90 vid tävlingarna i Madrid. Vid VM utomhus samma år i Helsingfors slutade han fyra efter att ha klarat 5,65.
Ytterligare en fjärde plats blev det vid det påföljande världsmästerskapet i Osaka 2007 denna efter att ha klarat 5,81. Han var även i final vid Olympiska sommarspelen 2008 där han slutade nia efter att ha klarat 5,60.

## Personliga rekord
- Stavhopp - 5,81 meter (inomhus 5,90 meter)